# Burgruine Rotenburg
Die Burgruine Rotenburg, auch Burg Rotenberg genannt, ist die Ruine einer Höhenburg auf einem steilen, 620,2 m ü. NHN hohen Hügel im Tal der Kleinen Wiese zwischen Niedertegernau und Wieslet in der Gemeinde Kleines Wiesental im Landkreis Lörrach in Baden-Württemberg.
Von der Burg sind nur wenige geschichtliche Daten bekannt, erhalten haben sich nur geringe Reste von Mauerwerk sowie Wälle und Gräben zur Sicherung der Anlage.

## Erreichbarkeit
Die Ruine ist von Wieslet oder Niedertegernau gut erreichbar.

## Geschichte
Die frühe Geschichte dieser kleinen Burganlage ist noch unbekannt, erbaut wurde sie wohl erst in der Zeit ab dem Jahr 1200, wie aus der Art des Mauerwerkes der Kernburg zu erkennen ist. Keramikfunde deuten allerdings auf einen älteren Vorgängerbau aus dem 11. Jahrhundert hin, zu dem möglicherweise die Wallanlagen gehörten, die sich um den Burghügel ziehen. Als Erbauer der ersten Anlage kämen deswegen auch die Herren von Waldeck in Betracht. Die frühe Anlage wurde wahrscheinlich gegen Ende des 11. Jahrhunderts aufgegeben und kam möglicherweise über einen Erbgang an die Herren von Rötteln. In der Mitte des 13. Jahrhunderts kam es zwischen den Brüdern Konrad und Dietrich IV. von Rötteln zu einer Besitzteilung, in deren Folge sich Dietrich von nun an nach dem Rotenberg benannte. Wahrscheinlich erst mit dieser Besitzteilung wurde die Burg auch wieder besiedelt. Die Burg selbst wird 1259, 1270 und 1283 als Ort einer Schenkung urkundlich erwähnt. Nach zwei fassbaren Generationen der Familie starben die Rotenberger mit Dietrich V. von Rötteln-Rotenburg um 1280 aus. Vor seinem Tod vermachte Dietrich in seinem Testament all seinen Besitz dem Fürstbistum Basel und dem Kloster St. Blasien. Dietrich und seine Frau erhielten den Besitz als Teil einer größeren Erbengemeinschaft zur Erbleihe zurück, deren letzter Überlebender und somit Besitzer der Burg schließlich Mathias Reich von Reichenstein war. Wahrscheinlich durch einen Kaufvorgang kam die Burg Rotenberg Anfang des 14. Jahrhunderts an Konrad Münch von Münchenberg und Thüring von Ramstein. Nach einem Rechtsstreit verkauften die beiden Besitzer die Burg im Jahr 1311 für 250 Mark Silber an Lüthold II. von Rötteln und seinen Erben Rudolf von Sausenberg. Die Burg kam damit wieder zu den Röttlern und nach ihrem Aussterben an ihre Erben, die Sausenberger. Sie wurde aber wahrscheinlich bald darauf aufgegeben.

## Beschreibung
Die Burgruine liegt auf einem felsigen Bergkegel, der allseitig steil abfällt. Die Anlage bestand aus einer Kernburg am Gipfelbereich und möglicherweise einer Vorburg, die sich südwestlich anschloss.
Der gesamte Hügel der Kernburg ist von einem unregelmäßig ovalen Ringgraben umgeben, der aus dem anstehenden Fels geschlagen wurde (Bild 1). Diesem Graben wurde zusätzlich ein Ringwall vorgelagert. Der Burghügel steigt aus dem Ringgraben einige Meter an und war auf einer Fläche von etwa 50 mal 25 Metern mit einer ovalen Ringmauer bebaut, die an die Felswand des Burghügels angelehnt wurde und sich besonders an der Ostseite erhalten hat. Daneben befand sich etwa in der Mitte der Westseite der Burganlage ein runder Bergfried. Dieser Turm hatte einen Durchmesser von neun Metern bei einer Mauerstärke von etwa drei Metern. Sein Mauerwerk bestand an der Außenseite aus größeren Blöcken, die innere Verschalung wurde mit kleineren nur unwesentlich bearbeiteten Quadern unregelmäßig geschichtet (Titelbild und Bild 2). Ein weiteres größeres Gebäude befand sich im Südteil der Anlage (Bild 3), von ihm hat sich ein 15 Meter langes Mauerstück aus lagerhaft verbauten Hausteinen erhalten (Bild 4), daneben befindet sich ein flacher Entlastungsbogen.
Südwestlich des Ringwalls befand sich möglicherweise eine Vorburg. Dort wurde diesem Wall ein weiter bogenförmiger Graben mit Außenwall vorgelagert.

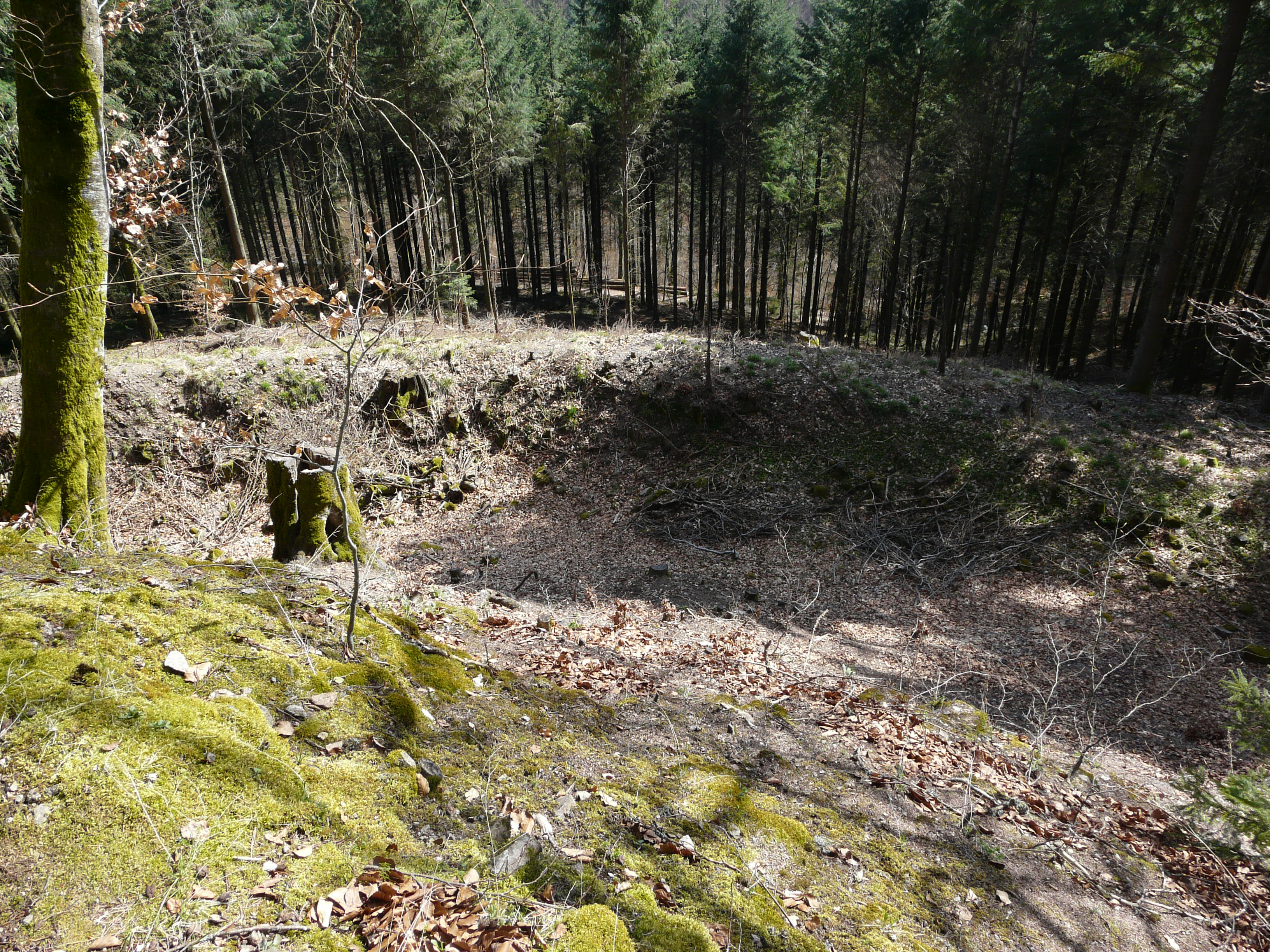
Bild 1: Blick in den Ringgraben und auf den Ringwall
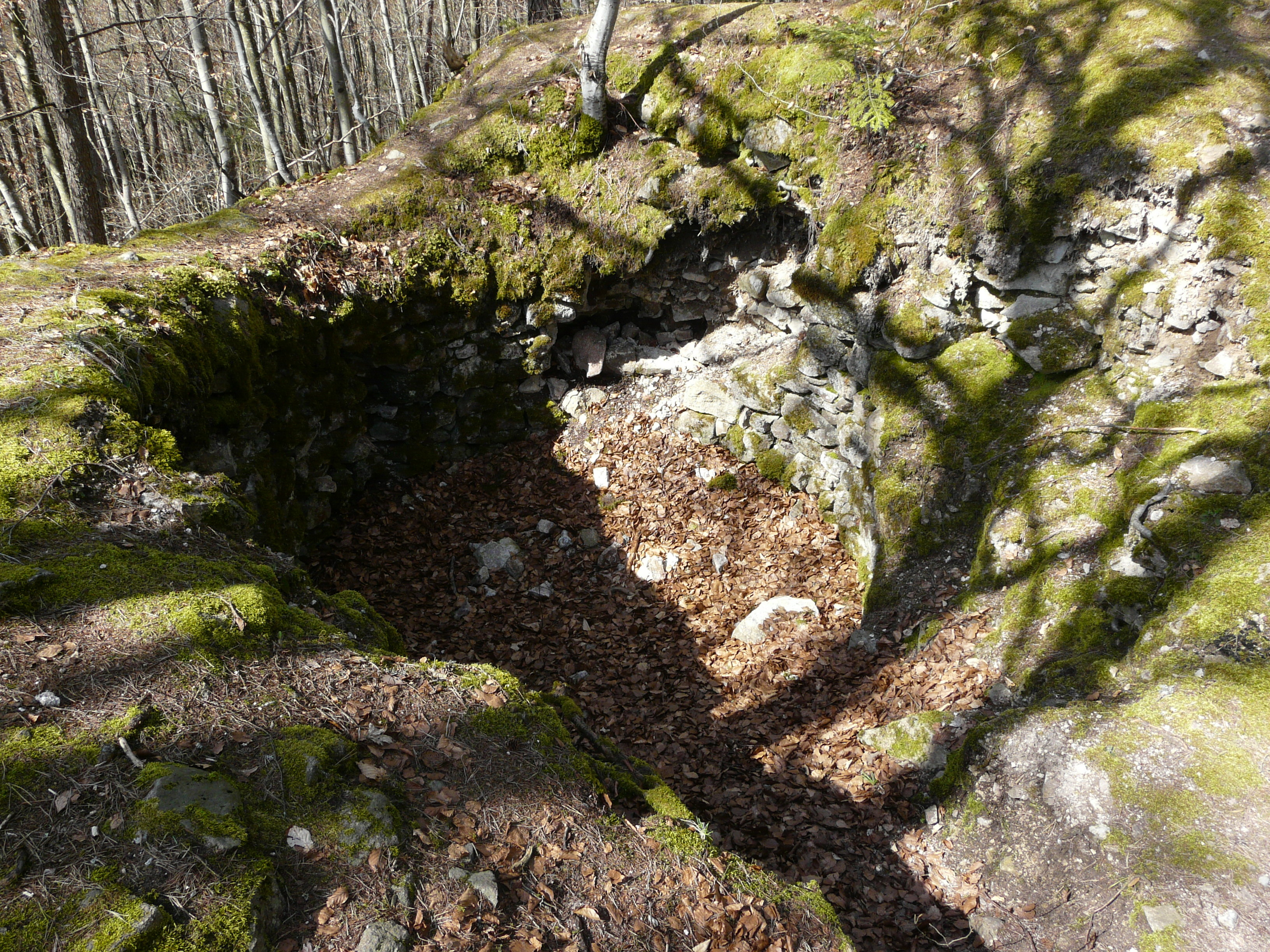
Bild 2: Innenseite des Bergfrieds
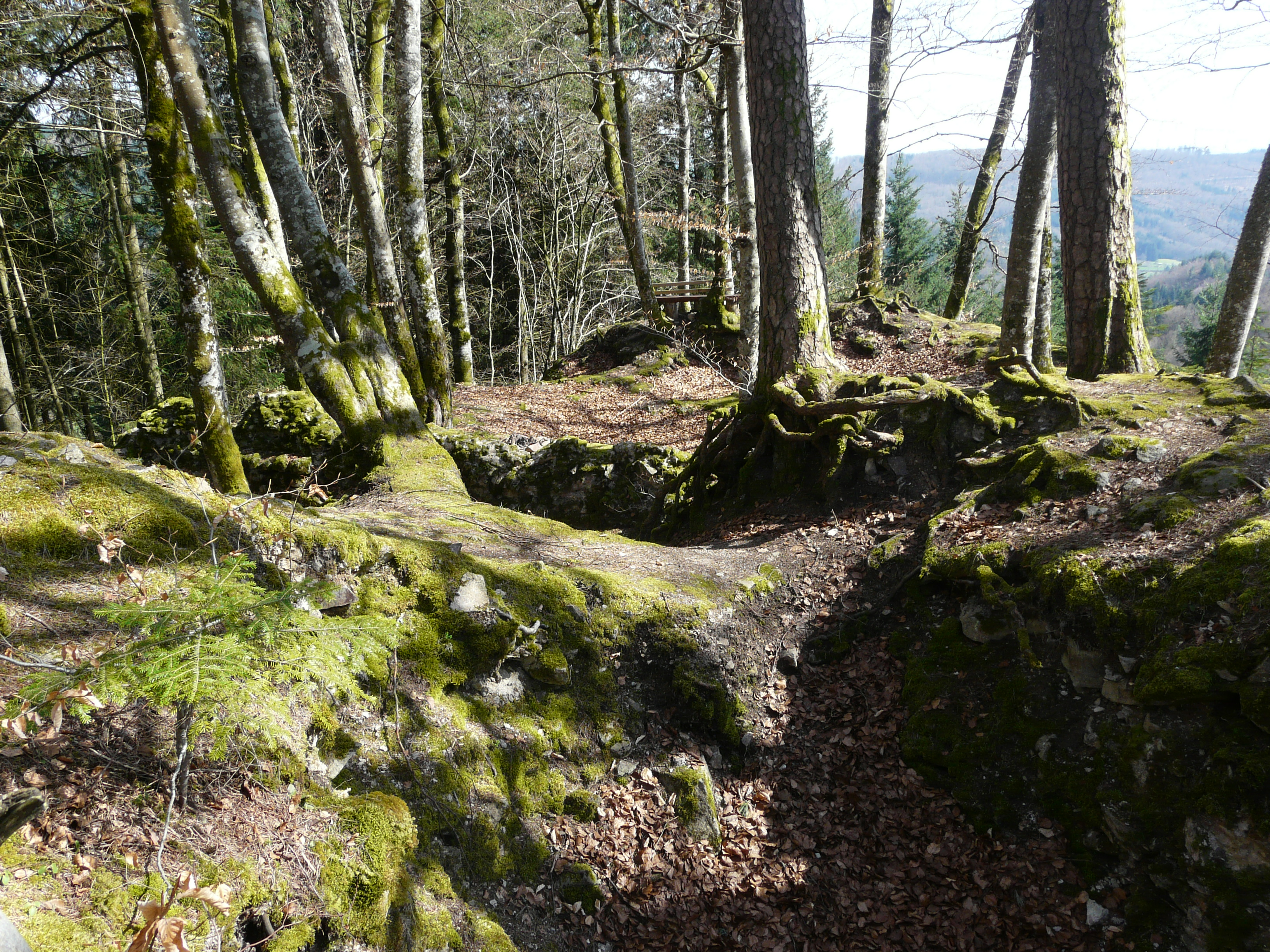
Bild 3: Blick über den Rest des Turmes zum Mauerrest des südlichen Gebäudes
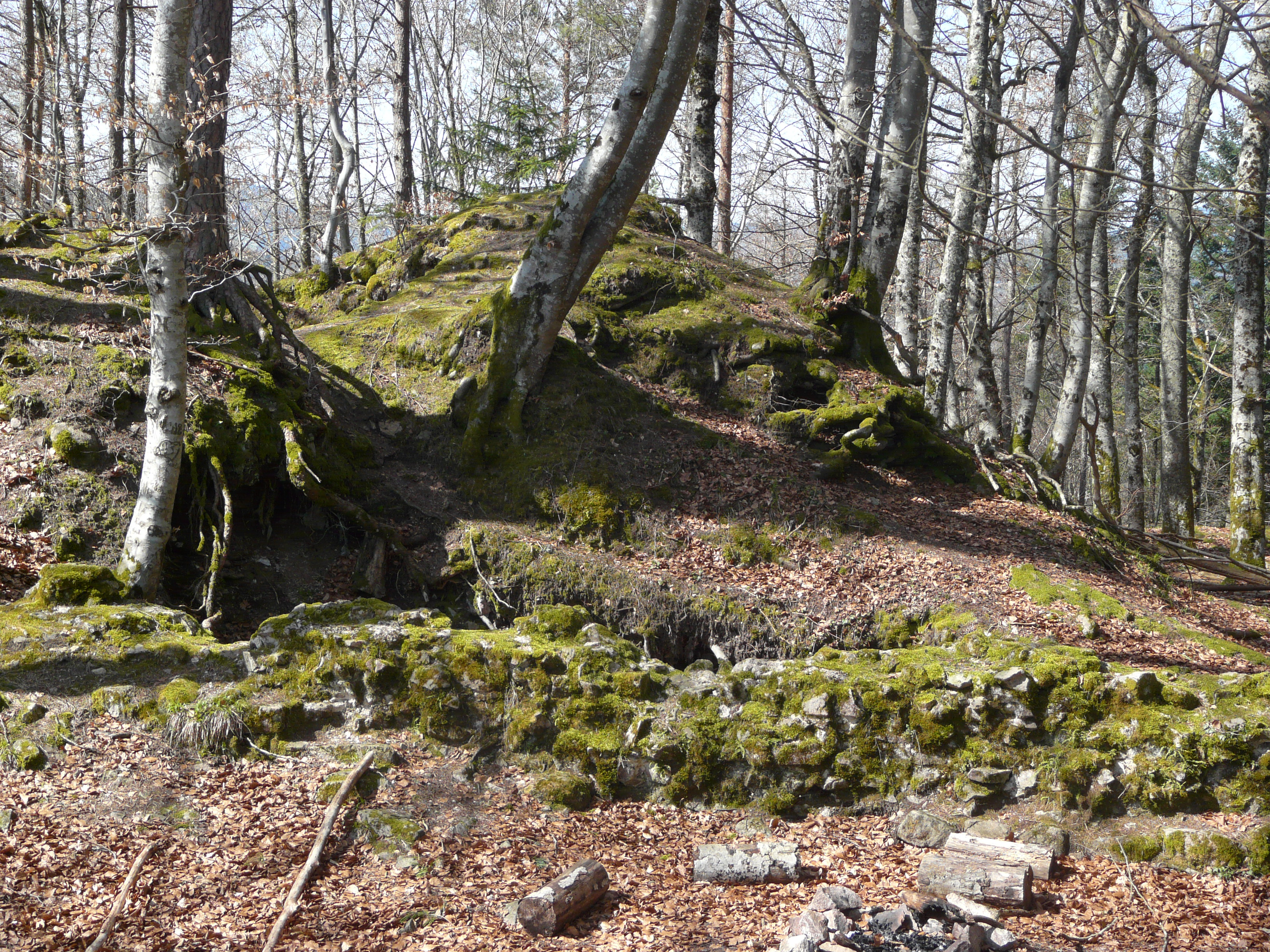
Bild 4: Mauerrest des südlichen Gebäudes